# Венизелос, Софоклис
Софокли́с Венизе́лос (греч. Σοφοκλής Βενιζέλος; 3 ноября 1894, Ханья, Крит — 7 февраля 1964, Эгейское море) — греческий политик XX века. Сын одного из известнейших политиков Греции Элефтериоса Венизелоса. Трижды был премьер-министром Греции.

## Биография
Софокл Венизелос родился в городе Ханья в 1894 году и был вторым сыном известного греческого революционера и политика Элефтериоса Венизелоса. Его мать, Мария Кателузу, умерла через несколько дней после рождения Софокла. Софокл и его старший брат Кирьякос выросли у тёти, Марии Венизелу.
В 1911 году Софокл Венизелос поступил в Военное училище эвэлпидов, которое закончил в звании младшего лейтенанта артиллерии.
В 1920 году ушёл из армии, чтобы баллотироваться на выборах ноября того же года. Однако, после поражения Партии либералов Венизелоса и победы монархистов на выборах, последовал за своим отцом в Ниццу, во Францию, где и женился, 27 декабря 1920 года на Катерине Зервудаки.
После возвращения Элефтериоса Венизелоса в Грецию в 1922 году, Софокл Венизелос вернулся в армию и был назначен военным атташе в Париж, оставаясь на этом посту 8 лет. Ушёл в отставку в звании полковника:427.
В 1936 году, после смерти отца, был избран в руководящий комитет Партии либералов.
Софокл Веизелос не возражал против установления диктатуры генерала Иоанниса Метаксаса, который предложил ему пост вице-премьера в своём правительстве. В конечном итоге отказался от участия в правительстве Метаксаса. Условиями Софокла Венизелоса для поддержки диктатуры были: возвращение в армию отставных офицеров сторонников Элефтериоса Венизелоса и выборы в течение года:455. Современный греческий историк Триандофиллос Герозисис строго характеризует Софокла Венизелоса «со-ответственным за диктатуру» и «политическим авантюристом»:464.

## В эмиграционном правительстве
27 октября 1940 года посол Италии в Афинах, Эммануэлле Граци, получил текст ультиматума, который он должен был вручить 28 октября в 3 часа ночи, предоставив греческому правительству 3 часа на ответ. Не дожидаясь ответа, на многих участках греко-албанской границы итальянское наступление началось в 05:30. «Чувствуя отвращение к собственной профессии», за то что «долг сделал его соучастником подобного бесчестия», Граци предъявил ультиматум Метаксасу, в доме генерала.
Генерал прочитал ультиматум и печальным, но твёрдым голосом ответил на французском «Ну что ж, это война!» (фр. Alors, c'est la guerre!. Сегодня Греция отмечает ежегодно этот ответ и начало войны как «День Охи» («День Нет»). Ни Муссолини, ни оккупированные страны Европы (кроме Британии), склонившие голову перед фашизмом, не ожидали этого ответа от маленькой страны. Андре Жид, обращаясь в тот же день к Константиносу Димарасу, как представителю Греции, говорил: «Вы представляете для нас пример мужественной добродетели и реального достоинства. И какую благодарность и восхищение вы вызываете, поскольку вы, в очередной раз, дали всему человечеству веру, любовь и надежду».
Софокл Венизелос похвалил Метаксаса за ответ и попросил своего возвращения в армию:558, но получил отказ.
Греческая армия отразила нападение и перенесла военные действия на территорию Албании. Это была первая победа стран антифашистской коалиции против сил Оси. Ожидалось вмешательство Германии. Немецкий генштаб подготовил план операции «Марита» в декабре, подписав соглашение об участии болгар в войне и предоставлении Болгарии греческих территорий в Македонии и Фракии:545.
Немцы начали ввод войск в Болгарию 6 февраля 1941 года и развернули их на греко-болгарской границе. Болгария мобилизовала 14 своих дивизий:542.
Итальянское весеннее наступление 09.03-15.03.1941 года в Албании показало, что итальянская армия не могла изменить ход событий, что делало вмешательство Германии для спасения своего союзника неизбежным. Немецкое вторжение в Грецию началось 6 апреля 1941 года. В тот же день немцы и их союзники вторглись в Югославию, поскольку мартовский переворот нарушил планы присоединения этой страны к «Оси». Немцы не смогли с ходу прорвать греческую оборону на Линии Метаксаса, что вынудило Гитлера заявить, что «из всех противников, которые нам противостояли, греческий солдат сражался с наибольшим мужеством».
Но немецкие дивизии вышли к Фессалоники через югославскую территорию. Группа дивизий Восточной Македонии (4 дивизии) была отрезана от основных сил армии, ведущих военные действия против итальянцев в Албании, где находились 16 из общего числа 22 греческих дивизий:545. Дорога на Афины оказалась открытой для германских дивизий. Греческих частей на их пути практически не было. В Афинах было объявлено Военное положение. В атмосфере пораженчества и проявления германофильства некоторых генералов, 18 апреля состоялось заседание правительства под председательством премьера Александроса Коризиса. Правительство и король Георг приняли решение оставить континентальную Грецию и перебраться на Крит, а затем на контролируемый британцами Кипр. После совета состоялся разговор Коризиса с Георгом. Коризис ушёл с этой встречи опустошённым и направился в свой дом, где покончил жизнь самоубийством.
Историк Триандофиллос Герозисис считает, что Коризис сдержал слово, данное германскому послу: «лучше умереть»:551. Король обратился к Софулису, чтобы тот сформировал правительство, но Софулис отказался:551.
21 апреля Эммануил Цудерос принял предложение короля Георга II возглавить правительство. 23 апреля правительство Цудероса, вместе с королевской семьёй отбыли на Крит, в то время как разрозненные части армии, под командованием «сумасшедших» офицеров, отказывавшихся капитулировать, отступали с боями к морским портам, чтобы добраться до Крита:554.
Однако даже в эти трагические дни, у короля и у Цудероса не хватило мужества освободить заключённых коммунистов, которые в конечном итоге были переданы немцам:557:574. С началом боёв за Крит 20 мая, король и Цудерос покинули остров и морем прибыли в Александрию 22 мая.
Софокл Венизелос последовал за эмиграционным греческим правительством в Египет.
Много позже, 7 мая 1943 года, он принял портфель морского министра в правительстве Цудероса.

## Мятеж армии и флота на Ближнем Востоке и правительство Софокла Венизелоса
Готовя послевоенные планы по возвращению короля в страну, Цудерос стал организовывать свою маленькую армию в эмиграции, поощряя исход греческих офицеров из оккупированной Греции на Ближний Восток:580. В сентябре 1941 года Первая бригада армии насчитывала 5 тысяч человек:605.
18 марта 1944 года было объявлено о создании на освобождённой Народно-освободительной армией Греции территории «Политического Комитета Национального Освобождения» (греч. Πολιτική Επιτροπή Εθνικής Απελευθέρωσης — ΠΕΕΑ), известного и как «Правительство гор». Когда эта новость достигла Ближнего Востока, организации республиканцев в греческих частях решили оказать давление на Цудероса, чтобы тот признал ΠΕΕΑ и вместе с «Правительством гор» сформировал правительство национального единства. Но делегация офицеров республиканцев, прибывшая к Цудеросу 31 марта, была арестована:700.
Событие вызвало волнения в воинских частях и требование отставки Цудероса. Цудерос, будучи антикоммунистом, но и под давлением англичан, которые не желали видеть греческое правительство вне британского контроля — отказался уйти в отставку. Последовал мятеж флота и частей греческой армии на Ближнем Востоке в апреле 1944 года. Потеряв контроль над ситуацией, Цудерос в конечном итоге подал в отставку:702.
13 апреля прибывший в Каир король Георг назначил премьер-министром Софокла Венизелоса. Тем временем арестованные Цудеросом 13 офицеров были освобождены восставшими. Последовало восстание на флоте. В Александрии, где находились 6 эсминцев и другие греческие корабли и в Порт-Саиде, где стоял ветеран и слава греческого флота, броненосец «Георгиос Авероф» с 6 эсминцами и подлодками, восстание было всеобщим.
Подводные лодки, находившиеся на Мальте или в походе в Средиземном море, заявили о присоединении к восстанию. Командующий флотом адмирал Константинос Александрис присоединился к восстанию и прислал в Каир 4 офицера с целью оказать давление на политиков для формирования правительства национального единства:703.
Восстание перекинулось на армию. 1-я бригада, готовая к отправке в Италию и насчитывающая 5 тысяч человек, требовала, чтобы её считали соединением Народно-освободительной армии Греции. Восставшие арестовали офицеров. Имелись убитые и раненые.
Венизелос использовал для подавления восстания верных королю военных, но в основном британские части. 1-я бригада была окружена британской дивизией. В стычках имелись убитые с двух сторон. Окружённая бригада сдалась через 16 дней, 23 апреля.
Тем временем разложились артиллерийский полк и другие греческие части. Последней восставшей частью, которая была разоружена англичанами, стал танковый полк, 4 мая.
Более кровавым стало подавление восстания на флоте. 16 апреля британский адмирал Эндрю Браун Каннингем предупредил Софокла Венизелоса, что англичане полны решимости потопить греческий флот в Александрии.
Венизелос озабоченный тем, что греческий флот может повторить судьбу французского флота в Оране в 1940 году, решил действовать сам. Он назначил командующим флотом адмирала Петроса Вулгариса, который сумел с верными ему офицерами и моряками провести операцию перезахвата флота в ночь с 22 на 23 апреля. При проведении операции погибло несколько офицеров и моряков:704.
Из числа 30 тысяч греческих офицеров и солдат на Ближнем Востоке от 20 до 22 тысяч были заключены в британские концентрационные лагеря в Эритрее, Египте и Ливии.
Прошедшие фильтрацию укомплектовали преторианские соединения 3-я Греческая горная бригада и Священный отряд (1942), верные королю и англичанам:705.
Софоклу Венизелосу удалось подавить мятеж, но его политический авторитет, который в значительной степени являлся наследием его великого отца, Элефтериоса Венизелоса, был подорван.
Ещё в разгаре событий король вызвал из оккупированной Греции Георгиоса Папандреу, который «тайно» покинул страну и прибыл в Каир 15 апреля. Историк Триандофиллос Герозисис ставит слово тайно в кавычки, поскольку в действительности Папандреу отбыл под защитой правительства квислинга Иоанниса Раллиса и лично начальника полиции Афин Ангелоса Эверта:709.
Софокл Венизелос подал в отставку 26 апреля 1944 года и премьер-министром стал Папандреу, с задачей внести спокойствие в греческую политическую сцену.

## Ливан
Софокл Венизелос принял участие в конференции в Ливане в мае 1944 года, на которой, кроме прочих, были представлены ΠΕΕΑ («Правительство гор»), Национально-освободительный фронт Греции, Народно-освободительная армия Греции и Коммунистическая партия Греции:711.
В правительстве национального единства он оставался вице-премьером до августа 1944 года.
3 сентября 1944 года, Софокл Венизелос принял участие в последнем эмиграционном правительстве национального единства, в котором состояли и 6 министров от «Правительства гор» (ΠΕΕΑ).

## После освобождения
По возвращению в Грецию Софокл Венизелос был объявлен 30 августа 1945 года заместителем лидера Партии либералов Фемистокла Софулиса. В феврале 1946 года Партия либералов распалась на две части и Софокл Венизелос возглавил «Партию венизелистов либералов».
На выборах марта 1946 года баллотировался совместно с Г. Папандреу и П. Канеллопулосом:811.
В апреле 1946 года, принял пост министра без портфеля в немногодневном правительстве Панайотиса Пулицаса, из которого вышел совместно с Папандреу и Канеллопулосом, поскольку эти 3 политика выразили несогласие с намерением правительства ускорить референдум о реставрации монархии.
К началу 1947 года, когда в Греции разгоралась Гражданская война и стало очевидно, что англичане не в состоянии справиться с ситуацией, на смену им пришли американцы, которым в январе 1947 года удалось сформировать правительство широкого политического спектра, во главе которого встал Димитриос Максимос:844.
В этом правительстве Венизелос попеременно был вице-премьером и военным министром:904 и, временно, министром здравоохранения и министром авиации, а также министром без портфеля, с обязанностью координировать работу министерств в вопросах безопасности страны и, временно, министром связи, а позже морским министром.
Партия либералов вновь объединилась в 1947 году и Софокл Венизелос стал вновь заместителем лидера партии, а затем возглавил партию (ноябрь 1948).
На выборах 5 марта 1950 года ни одна партия не набрала абсолютного числа голосов. Первой была правая Народная партия, но ни одна из других партий не желала сотрудничества с ней. Формирование правительства было поручено второй, партии Венизелоса, но на тот момент он был не угоден американцам. Названный премьер-министром 23 марта, не дойдя до парламента на получение вотума доверия, он был «уволен», по выражению историка Т. Вурнаса, 15 апреля, с благодарностью за оказанные «услуги»:916. В течение 1950 года сменилось 7 правительств, из которых 5 после выборов 5 марта. С августа 1950 года по октябрь 1951 года Софокл Венизелос сформировал последовательно 3 правительства, первоначально в сотрудничестве с Константином Цалдарисом и П. Канеллопулосом, а затем в сотрудничестве с Г Папандреу и Николаосом Пластирасом. Пластирас в свою очередь был «уволен» с «благодарностью». Одной из причин было его несогласие послать греческие части на войну в Корее. Сменивший его Венизелос сразу же заявил, что Греция примет участие в Корейской войне, несмотря на то что у греков после 10 военных лет не было никаких причин и желания воевать:917.

## Дело Белоянниса
В правительстве Пластираса (1951—1952) Софокл Венизелос участвовал в качестве вице-премьера и министра иностранных дел, и замещал Пластираса во время его болезни (март 1952). В этот период Софокл Венизелос вёл переговоры о вступлении Греции в НАТО (вступление 20 сентября 1951 года).
В октябре 1951 года чрезвычайный трибунал судил тайно вернувшегося из эмиграции коммуниста Белоянниса и его товарищей. В своей предвыборной борьбе Пластирас и Венизелос обещали упразднить чрезвычайные трибуналы. Совершенно «случайно» этот процесс начался до того, как Пластирас стал официально премьер-министром:930. В марте 1952 года был объявлен приговор. Белояннис и 7 его товарищей были приговорены к расстрелу. Пластирас и несколько его министров были против расстрела. Напротив, вице-премьер Венизелос высказался за расстрел из мелочных политических соображений, полагая что так правительство удовлетворит американцев и докажет свою приверженность американской политике:930. Во всём мире поднялась волна протестов против расстрела. Спиридон (архиепископ Афинский) заявлял: «Я потрясён духовным величием Белоянниса. Я считаю, что он стоит выше первых христиан, поскольку Белояннис не верит в загробную жизнь». Пластирас был поражён 9 марта инсультом и его замещал Софокл Венизелос. Белояннис был расстрелян ночью 30 марта. Историки обвиняют в слепом следовании приказам американцев короля Павла и Софокла Венизелоса:944.

## Кипрский вопрос
После окончания войны на повестку дня встал вопрос освобождения Кипра и его воссоединения с Грецией. Греческую политику в этот период характеризует ответ Г. Папандреу мэру кипрской столицы: «Греция сегодня дышит двумя лёгкими, английским и американским, и по этой причине не может из-за кипрской проблемы получить удушье». В 1952 году Пластирас в очередной раз отказался вынести вопрос Кипра на обсуждение в ООН.
Новый кипрский архиепископ, Макариос III, заявил, что донесёт этот факт до греческого народа. Венизелос, в качестве министра иностранных дел, ответил Макариосу «Делайте, что хотите, обвиняйте кого хотите, но не Вам руководить внешней политикой Греции»:953.
После поражения Партии либералов на выборах 1952 года Софокл Венизелос временно ушёл из большой политики. Вскоре он вернулся в политику, создав Либеральный демократический союз (ΦΔΕ).
На выборах 1956 года партия Венизелоса провела 46 депутатов. В 1958 году Венизелос нормализовал свои отношения с Г. Папандреу и создал вместе с ним партию Союз центра. Но на выборах мая 1958 года Папандреу-Венизелос провели только 36 депутатов и остались только третьей партией в парламенте, после левой ЭДА.
Папандреу, осознавший значение выборов, позже заявил в парламенте о кипрской проблеме: «В международных отношениях, в союзах, недостаточна подпись государств. В данном случае, подпись государства находится в союзе НАТО, но душа народа вышла из НАТО». Выборы 1958 года показали, что кипрский вопрос должен быть «каким-то образом» разрешён:969.
Позже, в 1959 году, и Папандреу и Венизелос выразили своё несогласие с принятыми с Цюрихскими соглашениями 1959 года решениями, «которые стали победой и удовлетворением интересов англичан и американцев и сделали вопрос более сложным, превратив его в пороховую бочку для Греции и Турции»:990.
Венизелос, который «отличался политическим авантюризмом», решил использовать славу генерала Гриваса, ведшего партизанскую войну против англичан на Кипре. Венизелос предложил в ноябре 1960 года свою партию Гривасу, для создания «Движения национального возрождения». Но когда Венизелос осознал, что при этом греки не забыли, что воюя против коммунистов, Гривас получал оружие от немцев в последние месяцы оккупации и от англичан в начале гражданской войны, он бросил своего будущего партнёра:995.

## Смерть
Комнинос Пиромаглу утверждает, что в 1960 году Софокл Венизелос совершил «странную» поездку в Москву, где был официально принят. Венизелос предложил советским дипломатам включение Греции в группу неприсоединившихся стран в обмен на «разрешение» греческой армии занять Северный Эпир:1028.
В 1961 году его отношения с Папандреу прошли через очередной кризис, и Венизелос некоторое время находился в контакте с правыми партиями. Вскоре его отношения с Папандреу вновь нормализовались.

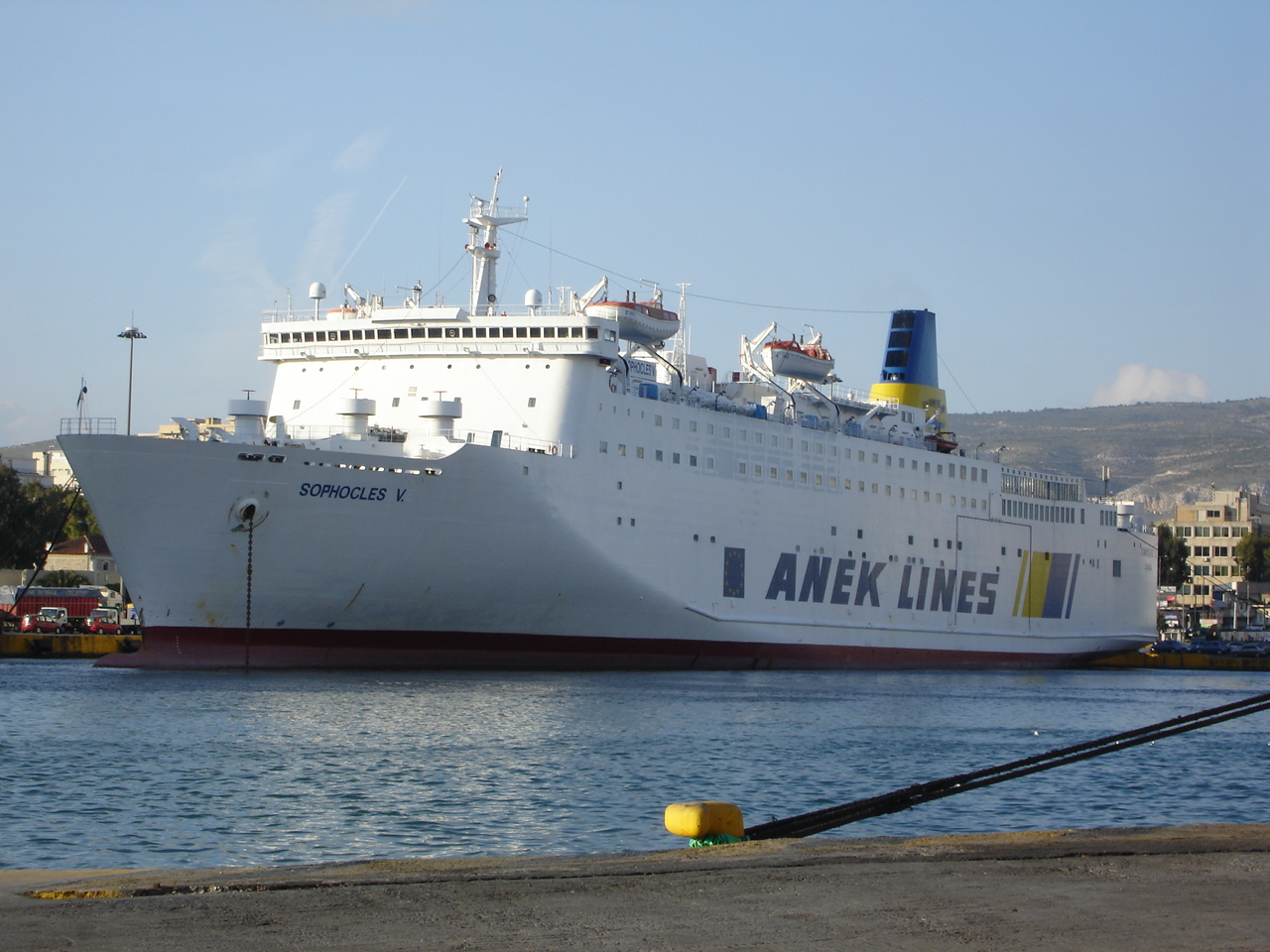
Морской паром Софоклис Венизелос

Πосле победы Союза центра на выборах 3 ноября 1963 года Софокл Венизелос стал вице-премьером и министром иностранных дел.
Результаты выборов не удовлетворяли Союз центра, поскольку правительство зависело от поддержки левой ЭДА.
Необходимость в новых выборах была очевидна.
Неожиданно 9 декабря бывший премьер и вождь правой партии ЭРЕ Константинос Караманлис бежал из страны под чужой фамилией.
В теории заговора, опубликованной бывшим агентом ЦРУ К.Дьякояннисом, утверждается, что королевский двор после конфликта с Караманлисом принял решение убить его, выдав его убийство за месть коммунистов за убийство Ламбракиса. Информация была получена Венизелосом от друга в королевском дворце. Венизелос информировал Караманлиса и помог ему бежать под чужой фамилией.
Месяцем позже Венизелос умер на борту парохода на линии Пирей — Крит по «естественным» причинам. Дьякояннис утверждает, что смерть Венизелоса была наказанием королевского двора. Вдова Венизелоса подала иск против неизвестных, но никаких доказательств не было найдено:1013.
Официально, за 10 дней до выборов 16 февраля 1964 года, на которых Союз центра получил абсолютное большинство голосов, Софокл Венизелос умер от инфаркта на борту пассажирского парохода «Эллас». Погребён в Акротири Ханья возле своего отца.

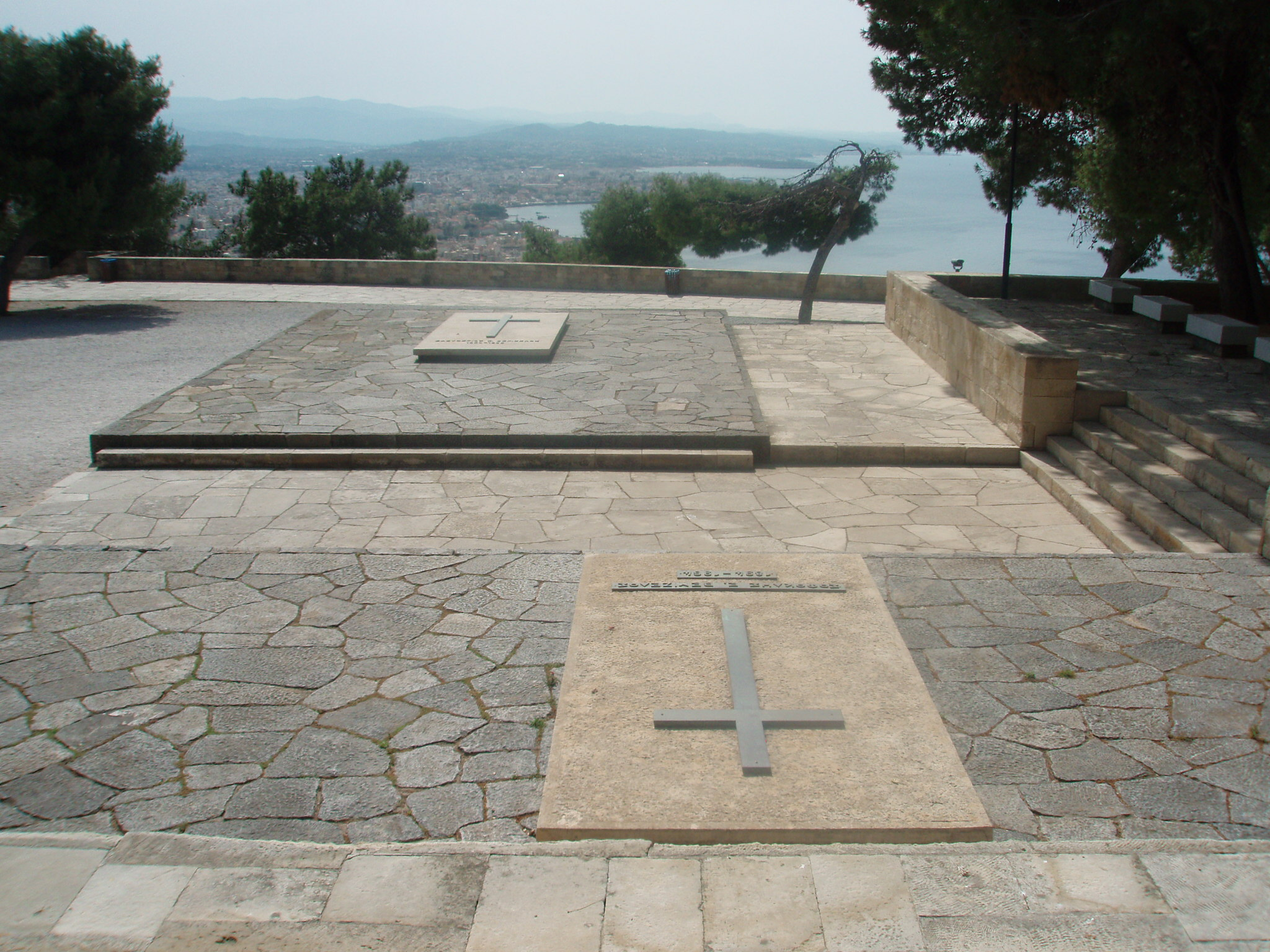

Именем Софокла Венизелоса судоходная компания ΑΝΕΚ назвала один из своих автопассажирских морских паромов.